# Але...(альбом)
«Але...» — дебютний повноформатний альбом гурту «Ворст».  Альбом був викладений у мережу для вільного завантаження 18 квітня 2014 року.

## Список композицій
| #     | Назва                  | Автор слів         | Автор музики                                               | Тривалість |
| ----- | ---------------------- | ------------------ | ---------------------------------------------------------- | ---------- |
| 1.    | «Вхід»                 | М'яч Дредбол       | Ворст                                                      | 1:34       |
| 2.    | «Але...»               | М'яч Дредбол       | Ворст                                                      | 4:06       |
| 3.    | «Війна»                | М'яч Дредбол       | Ворст                                                      | 4:22       |
| 4.    | «Пульс»                | М'яч Дредбол       | Ворст                                                      | 3:42       |
| 5.    | «Україно, прокидайся!» | М'яч Дредбол       | Ворст                                                      | 2:46       |
| 6.    | «Сліди»                | М'яч Дредбол       | Ворст                                                      | 3:58       |
| 7.    | «Твої Ніжки»           | М'яч Дредбол       | Ворст                                                      | 3:24       |
| 8.    | «Антисуїцид»           | М'яч Дредбол       | Ворст                                                      | 4:38       |
| 9.    | «1 на 1»               | М'яч Дредбол       | Ворст                                                      | 3:02       |
| 10.   | «Божевільні танці»     | Сашко Положинський | Тартак/Ворст                                               | 2:40       |
| 11.   | «Слухайте!»            | М'яч Дредбол       | Ворст                                                      | 2:34       |
| 12.   | «Заборонена пісня»     | М'яч Дредбол       | Ворст; Механічний Апельсин; Фіолет; Брем Стокер; Шрі-Ланка | 3:08       |
| 42:00 |                        |                    |                                                            |            |

## Історія
Фронтмен гурту М’яч Дредбол (він же Ігор Панчук), відповідаючи на питання про досить довгий шлях до першого студійного релізу. «Щоразу з приходом нової людини запис платівки відкладався або переносився задля того, щоб музикант мав змогу спокійно вивчити існуючі партії та підібрати нові, а також навчився грати у команді й гармонійно влився у колектив», – розповідає він.
Свіжий альбом «Ворст» складається з дванадцяти композицій, серед яких дві спільно записані з іншими музикантами пісні, кавер на відомий хіт гурту Тартак «Божевільні танці», а також ввідний інтро-трек. Як розповіли музиканти, можливо диск «Але…» вийшов не таким великим за часом звучання, як би їм того хотілося, але зупинятися на досягнутому вони вже точно не збираються і вважають альбом додатковою мотивацією для подальшої творчої діяльності.
У альбомі присутні дві співавторські композиції  – дуетна пісня «Сліди», записана із лідером гурту «Фіолет» Колосом, а також «Заборонена пісня», створена у співпраці із гуртами «Механічний Апельсин», «Брем Стокер», «Шрі-Ланка» та вже згаданим раніше «Фіолетом». Ідея створення «Забороненої пісні» належить вокалісту «Механічного Апельсину» Юрію, який запропонував зробити таку собі солянку з кількома гуртами. У результаті вийшло так, що на чорновик пісні наклалися частинка стилю і особистості кожного з учасників задіяних музичних формацій, що не могло не сподобатись фронтену гурту «Ворст», який на своє прохання щодо розміщення композиції в новому альбомі отримав у результаті ствердну відповідь.
Розповідаючи про другу дуетну композицію «Сліди», М’яч Дредбол зазначив, що вона з самого початку планувалася як feat-пісня із виконавцем, який зможе повністю її відчути та якнайширше і якнайкраще розкрити слухачеві її зміст. «Коли вона набрала теперішніх обрисів, то я одразу зрозумів, що хочу записати її з Колосом (Фіолет), адже мені дуже імпонує його творчість як романтика та відірваного хлопця одночасно. До речі на багатьох фестах ми вже грали цю пісню, а місце приспіву я просто пропускав, попереджаючи публіку, що тут буде співати Колос», – посміхається він.

## Музиканти
- М'яч Дредбол — вокал
- Богдан «Бо» Оніщук — гітара
- Максим «So Be» Нещерет — діджей
- Артем Сміт — бас
- Рома Барабанов — ударні